# Schroefastunnel

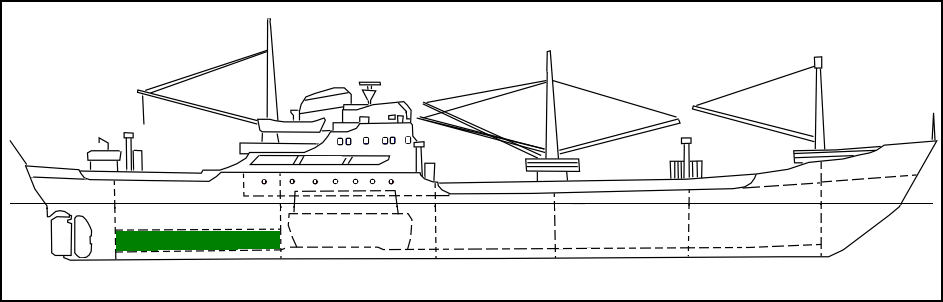
Schroefastunnel

Een schroefastunnel is de tunnel onder in de scheepsruimen van een schip, tussen de machinekamer en het achterschip. Door de schroefastunnel loopt de schroefas. Deze as verbindt de aandrijving, een stoommachine, scheepsdieselmotor of elektromotor, met de scheepsschroef. 

## Afdichting
Asafdichtingen voorkomen dat het vaartuig volloopt met water langs de schroefassen die door de schroefaskoker door de romp van het schip naar buiten steken. Bij kleinere schepen wordt wel gebruik gemaakt van stopbuspakkingen, al wordt in moderne constructies gebruik gemaakt van afdichtingen van kunststof. Voor grote schepen voldoet dit niet en wordt gebruik gemaakt van andere afdichtingen, zoals oliegesmeerde Simplex schroefas-afdichtingen. Tegenwoordig wordt ook gebruik gemaakt van watergesmeerde afdichtingen.

## Ondersteuning
De as rust in kussenblokken met glijlagers, om de as te ondersteunen en te voorkomen dat hij doorbuigt. Om ervoor te zorgen dat deze lagers niet warmlopen moeten ze worden gesmeerd. Vroeger gebeurde dat door een olieman die met een kannetje olie langs de as liep en daarvoor verantwoordelijk was. Tegenwoordig gaat dat automatisch, maar moet de werking regelmatig worden gecontroleerd.

## Veiligheid
In het machinekamerschot zit voor de koker een deur, die waterdicht kan worden afgesloten. Om te voorkomen dat iemand blijft opgesloten als de waterdichte deur is vergrendeld, is in deze ventilatiekoker een trap aangebracht, waardoor iemand altijd uit de tunnel kan ontsnappen. Als er brand uitbreekt in de machinekamer en de trappen naar het dek vol rook staan, is dit ook een veilige weg.  